# Karl Andersson (konstnär, 1899–1977)
Karl Albin Andersson, född 1 mars 1899 i Nye församling, Jönköpings län, död 11 juni 1977 i Vetlanda, var en svensk konstnär.
Han var son till lantbrukaren Edvard Andersson och Carolina Danielsdotter och från 1931 gift med Ebba Decideria Maria Janson. Efter avslutad skolgång började Andersson arbeta som lantbruksarbetare fram till 23 års ålder då han på uppmuntran av Tor Bjurström bestämde sig för att bli konstnär. Han studerade vid Valands målarskola 1922–1925. Med Torgny Segerstedt som mecenat kunde han resa till Frankrike där han studerade konst i Paris och Cagnes vid Nice under 15 månader. Vid återkomsten till Sverige studerade han för Carl Wilhelmson och Wilhelm Smith vid Konstakademin, 1926–1929 i Stockholm. Han tilldelades ett stipendium från Akademiens särskilda understödsfond som han använde till ytterligare konststudier i Frankrike.
Karl Andersson debuterade i en utställning på Göteborgs konsthall 1938 och ställde därefter ut på bland annat God konst i Göteborg, Galerie Moderne i Stockholm och på Smålands museum i Växjö. Han medverkade i utställningen Nordisk konst i Århus och med Hallands konstförening. Hans konst består av porträtt, interiörer, figurer, stilleben och landskapsmålningar ofta från sin småländska hembygd. Andersson är representerad vid Moderna museet i Stockholm ("Vid fönstret", 1932 och "Rumsinteriör", 1961), Göteborgs konstmuseum, Smålands museum i Växjö, Vandalorum i Värnamo och rikligt vid Vetlanda museum.